# رونالد ك. مكمولين
رونالد ك. مكمولين (بالإنجليزية: Ronald K. McMullen)‏ هو دبلوماسي أمريكي، ولد في 18 أكتوبر 1955.